# Guettarda inaguensis
Guettarda inaguensis är en måreväxtart som beskrevs av Nathaniel Lord Britton och Charles Frederick Millspaugh. Guettarda inaguensis ingår i släktet Guettarda och familjen måreväxter.
Artens utbredningsområde är Bahamas. Inga underarter finns listade i Catalogue of Life.